# Hladilni stolp
Hladílni stolp je tehnična naprava za odvajanje odpadne toplote v atmosfero. Pri termoelektrarnah je hladilni stolp zaradi svoje velikosti pogosto najbolj vidni del postroja.